# 貝依霖
貝依霖（英語：Chantale Belle，1994年7月11日—），藝名貝兒，香港電影女演員同模特兒，2018年加入杜汶澤開設的網上頻道「杜汶澤喱騷」，因演出及跳鋼管舞而出名。

## 演出

### 電影
- 2012年：天生愛情狂
- 2013年：好奇不滅
- 2014年：販賣愛
- 2014年：Delete愛人
- 2017年：初戀日記：賤男蜜擾
- 2025年：曾經擁有

### 電視節目（ViuTV）
- 2019年5月1日：《晚吹—女學生·吹水班》第9集嘉賓
- 2020年：《點相 III 先機算》第4集嘉賓
- 2021年：家務戰場

### 音樂短片
- 2019：吳浩康《天下烏鴉》

### 節目主持
| 節目名稱             | 頻道       |
| 《今晚poke嘢夜唔夜》 | 杜汶澤喱騷 |
| 《為何深夜總是餓》   | 杜汶澤喱騷 |
| 《Genius Bar》       | 杜汶澤喱騷 |
| 《教育電視》         | 杜汶澤喱騷 |